# اندیس خاک صنعتی چشمه هفت رنگ تاش
'خاک صنعتی چشمه هفت رنگ تاش یک اندیس غیرفلزی است که در حوالی شهر معلمان استان سمنان قرار دارد و مادهٔ معدنی موجود در آن، خاک صنعتی است. چشمه هفت رنگ مُجن از توابع شهرستان شاهرود که در نوع خود کم‌نظیر است از نوع چشمه‌های گوگردی است که در ۲۵ کیلومتری شمال شاهرود در میان شکاف دره‌های دامنه قله ۴۰۰۰ متری شاهوار واقع شده که این دره در ادامه به دو دره کوچکتر تقسیم می‌شود. در یکی از این دره‌های آب سفید چشمه جاری است که آشامیدنی است و در درهٔ دیگر چشمه‌های رنگی قرار دارد این چشمه‌های رنگی در جداره و کف رودخانه تابلوهای نقاشی زیبایی را خلق می‌کند که چشمان هر بیننده ای را محسور زیبایی خود می‌نماید. منطقه فرحزاد تاش و چشمه هفت رنگ در حوزه استحفاظی شهرستان شاهرود و در رشته کوه البرز مرکزی در شمال شهرستان واقع است. به دلیل وجود آب فراوان ومراتع سبز کشاورزی ودامداری شغل اصلی مردم را تشکیل می‌دهد. چشمه هفت رنگ بخاطر زیبایی چشمه‌های آن و خواص درمانی از گذشته مورد توجه اهالی منطقه بوده‌است. وجه تسمیه فرحزاد به دلیل سرسبزی مزارع و باغات منطقه ووجه تسمیهٔ چشمه هفت رنگ نیز به واسطه چشمه‌هایی است که با عبور از مواد معدنی گوناگون به رنگ‌های مختلف دیده می‌شود. این منطقه از دیرباز به دلیل واقع شدن در مسیر ارتباطی گرگان و شهرستان شاهرود و همچنین داشتن آب و هوای خنک مورد توجه مسافران ومردم نواحی اطراف بوده‌است. چشمه هفت رنگ در شمال شرقی منطقه نمونه در محلی روبروی باغات فرحزاد قرار دارد و از زیباترین جلوه‌های خلقت است.
از نظر اقلیمی این منطقه جزو مناطق با آب و هوای نیمه خشک سرد به‌شمار می‌رود. به دلیل چنین ویژگی‌های اقلیمی این منطقه از تنوع گیاهی زیادی برخوردار است به طوری که ضمن رویش گیاهان مرتعی شاهد رویش برخی از گیاهان جنگلی هستیم گونه‌های جانوری منطقه نیز حایز اهمیت است. علاوه بر تنوع نسبی گونه‌های جانوری پستاندار پرواز پرندگان به ویژه در محدودهٔ چشمه هفت رنگ وباغات ومزارع فرحزاد جلوه‌های خاصی به منطقه داده است.
منطقه نمونه فرحزاد تاش وچشمه هفت رنگ از مناطق اطراف مجن است. بنابرین راه دسترسی به این منطقه از طریق مجن فراهم است. جاده شاهرود به مجن نیز که یک راه آسفالته است امکان دسترسی از شاهرود وسایر نقاط و شهرهای استان و خارج استان رابه منطقه فراهم میاورد.
وجود روستای تاش و برخورداری آن از نیروی برق و ارتباط تلفنی سبب شده که نیاز به این دو امکان در منطقه از طریق روستا قابل تأمین باشد.